# Tasiusaq (Kujalleq)
Tasiusaq is een klein dorp in de gemeente Kujalleq in Groenland aan de Tasermiutfjord. Het dorp heeft 79 inwoners (volkstelling 2005).
Het onder natuurbescherming staande Quinnguadal bij het nabijgelegen Tasersuaqmeer, geldt als de plaats met het enige bos van Groenland: wilgen en berken, die in het subarctische klimaat normaal slechts uitgroeien tot enkele centimeters, bereiken hier in een enkele hectaren groot gebied een hoogte van enkele meters.

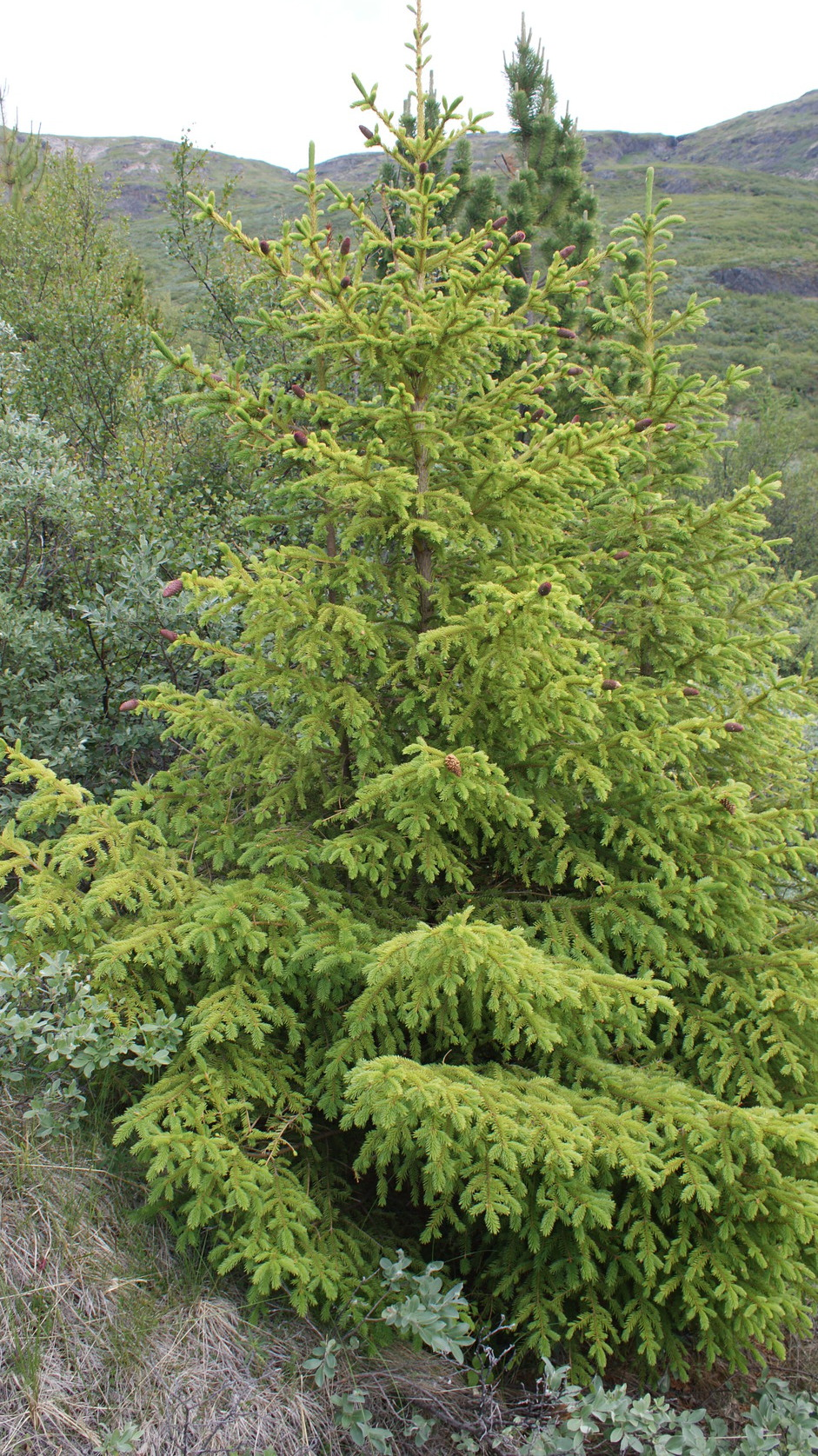
bomen in het Quinnguadal